# Eurya vitiensis
Eurya vitiensis är en tvåhjärtbladig växtart som beskrevs av Asa Gray. Eurya vitiensis ingår i släktet Eurya och familjen Pentaphylacaceae. Inga underarter finns listade i Catalogue of Life.